# Église Sainte-Croix de Vissac
L'église Sainte-Croix est une église catholique située à Vissac-Auteyrac, en France.

## Localisation
L'église est située dans le département français de la Haute-Loire, sur la commune de Vissac-Auteyrac.

## Historique
L'édifice est classé au titre des monuments historiques en 1910.